# Harto The Borges
 Harto The Borges  es una película documental de Argentina filmada en colores dirigida por Eduardo Montes Bradley sobre su propio guion que se estrenó el 14 de septiembre de 2000 y que contiene entrevistas a Martín Caparrós, Jorge Luis Borges,  Horacio González y Juan Domingo Perón, entre otros. El filme no tuvo el apoyo del Instituto Nacional de Cine y Artes Audiovisuales.

## Sinopsis
Borges en una aproximación revisionista que busca no caer en lo obvio e ir más allá de su figura como autor de frases ingeniosas.

## Entrevistados
- Martín Caparrós
- Jorge Luis Borges (entrevista de archivo)
- Horacio González
- Juan Domingo Perón (entrevista de archivo)
- Christian Ferrer
- Mempo Giardinelli
- Ariel Dorfman
- Luis Sepúlveda
- Alejandro Horowicz
- Osvaldo Bayer
- Paolo Collo
- Franco Lucentini

## Comentarios
Clarín dijo:

«…documental tan provocativo como el personaje en cuestión. No se trata de la obra definitiva... propone una aproximación valiosa a la figura pública mediante una ecléctica variedad de fuentes, desde fragmentos de largometrajes… testimonios de …intelectuales: aún los más críticos entre ellos —y en Borges había facetas merecedoras del desacuerdo— no negarán la dimensión pensante del autor. Todo surge de la afirmación borgeana de estar harto de sí mismo que, como la escasa valoración que en público asignaba a parte de su obra, resulta una suerte de extraña cortesía oriental no muy creíble, aún en un literato que probablemente haya muerto corrigiendo la coma de menos o el modismo de más…. cine de ideas, correcto y limitado, que no derivará en pasión de multitudes. Ojalá llegue a eso —a una apreciación más discreta y, por tanto, más de Borges— cuando se emita por televisión.»

Gustavo Noriega en El Amante del Cine escribió:

«El Borges que surge de la interacción de los testimonios no es el de la iconografía tradicional (¡no se pronuncia la palabra ‘laberinto’ en toda la película!) sino el de las opiniones fuertes, algunas escandalosas, siempre a contrapelo del lugar común.»

Pablo Silva en el sitio web fotograma.com escribió:

«…una nueva biografía, fragmentada, inconclusa, parcial -como cualquier lectura- del genial escritor argentino Jorge Luis Borges….Basado en testimonios diversos…va construyendo de a poco su propio Borges….Montes Bradley apela a las relaciones con su madre, la literatura, la política, el país, los militares, su enciclopedismo y hasta su vínculo con María Kodama… y construye una variada y dispar mirada sobre el autor de Ficciones. Lúcida e irreverente construcción del Borges de Montes Bradley, fragmentado, inconcluso y con espacio para la reflexión.»

## Palabras del director
En 2011 en una nota, el director se refirió a la película diciendo, entre otras cosas:

«Hoy, sería inviable un documental que carezca de postulados, y Harto The Borges es exactamente eso. Hacia fines de los noventa, cuando se produjo el documental, el intercambio de ideas todavía era posible, y el formato de 16mm seguía siendo una alternativa atractiva. En Harto the Borges hay sabios, y no tan sabios; los sabios eran generosos y los no tan sabios, agradecidos. …Me llevó cerca de un año registrar las entrevistas en Buenos Aires, Roma, Torino, Milán, Montevideo, Ginebra y en algún que otro destino que hoy se me escapa. Seis meses llevó el armado del rompecabezas organizando la discusión en torno a ciertos lugares comunes sobre los que cabalga el mito. Me incomodaba (me sigue molestando) el encasillamiento de Borges como un hombre de derecha, y la idea de que sus textos fueran para millones. El filme no contó con apoyo del INCAA como lo indican los títulos….Para lograr aquello que me propuse, recurrí a una entrevista producida por Eduardo “Tata” Rozas. Aquella era una reunión bizarra en la que se celebraba los ochenta años de Borges. La entrevista sirve para que el autor le responda a un núcleo de intelectuales entre los que se destacan Martín Caparrós, Paolo Collo, Horacio González, Cristián Ferrer y Franco Lucentini. El resultado fue un diálogo caprichoso que por momentos se parece a esa otra forma que hoy encarnan los chats y las redes sociales. Cualquiera puede intervenir como en un blog: la idea más brillante convive con la estupidez más supina. Al volver a ver Harto The Borges se me ocurre que aquel era un tiempo más democrático, más propicio….Me gustaría poder volver a filmar en aquellos mismos términos, pero la Argentina de las cartas abiertas y las puertas cerradas anula toda posibilidad. Como decía: Harto The Borges es un documental de otro tiempo.»

## Candidaturas
El documental fue candidato al Premio Cóndor de Plata 2001 de la Asociación de Cronistas Cinematográficos de la Argentina en la categoría de Mejor videofilme argentino.